# Mountainfilm in Telluride
Ne doit pas être confondu avec Festival du film de Telluride.
Mountainfilm est un festival de films documentaires se tenant à Telluride, au Colorado (États-Unis) et qui présente des histoires non fictionnelles sur des problèmes environnementaux, culturels, d'escalade, politiques et de justice sociale.
Le festival est organisé chaque week-end du Memorial Day depuis 1979.

## Histoire
Les fondateurs sont Royal Robbins, Lito Tejada-Flores, alors président de l'American Alpine Club (Club alpin américain), Bob Craig et le local de Telluride, Bill Kees, avec l'aide de l'alpiniste Michael Kennedy (en), qui a été aussi propriétaire et éditeur du magazine Climbing, et d'Yvon Chouinard, le fondateur de la société Patagonia.
Mountainfilm a accueilli des conférenciers tels que Bill McKibben, Chris Sharma, Wade Davis, Sandra Steingraber, Sir Edmund Hillary, Richard Holbrooke, Dianne Feinstein, Galen Rowell, George Schaller, Phil Borges, Frans Lanting, Lynn Hill, David Brower, Pete Athans, Timmy O'Neill, Subhankar Banerjee, David Breashears, Norman Vaughan, Martin Litton, James Balog, Maurice Herzog, Gretel Ehrlich, Timothy Treadwell, David James Duncan, Julia Butterfly Hill, John Grunsfeld, Angela Fisher, Rick Ridgeway et Carl Pope.

## Organisation
En plus des documentaires, le festival rassemble également des athlètes de classe mondiale, des acteurs du changement et des artistes via des discussions interactives, des événements communautaires gratuits, une galerie d'exposition, un symposium d'une journée, une programmation en plein air et plusieurs présentations. Mountainfilm vise à éduquer, inspirer et stimuler le public.